# Loxomma
La loxomma (gen. Loxomma) è un tetrapode estinto, appartenente ai bafetidi. Visse tra il Carbonifero inferiore e il Carbonifero superiore (circa 330 - 306 milioni di anni fa) e i suoi resti fossili sono stati ritrovati in Europa e in Nordamerica.

## Descrizione
Questo antico tetrapode era di dimensioni medio-grandi se rapportato ad altri tetrapodi arcaici del suo periodo: il solo cranio era lungo circa 25 centimetri e si suppone che l'animale intero sfiorasse il metro e mezzo di lunghezza. Loxomma possedeva un cranio piuttosto appiattito, di forma triangolare se visto dall'alto e dal muso arrotondato. La premascella era lunga e le ossa lacrimali raggiungevano le narici; queste ultime erano circolari e poste all'estremità del muso, in posizione laterale. 
Le orbite erano caratterizzate da una curiosa espansione anteriore, che conferiva all'orbita una forma "a buco di serratura": le orbite vere e proprie (poste a metà della lunghezza del cranio) erano di forma circolare, ma il margine anteriore confluiva in un'altra apertura di dimensioni simili. Altri animali affini, come Megalocephalus, possedevano orbite a buco di serratura ancor più allungate. La premascella era dotata di otto denti, e la mascella era dotata di meno di trenta denti lungo il margine. Sul palato, vomere, osso palatino ed ectopterigoide erano tutti forniti di un paio di zanne poste su un rigonfiamento osseo. La mandibola, oltre ai denti marginali, era dotata di due corte zanne parasinfisiali poste anteriormente. Il ramo palatale dell'osso palatino, così come i coronoidi e il prearticolare, era dotato di numerosi denticoli.

## Classificazione
Il genere Loxomma venne descritto per la prima volta nel 1862 da Thomas Henry Huxley, sulla base di resti fossili ritrovati nella zona di Gilmerton (Scozia) in terreni del Carbonifero inferiore; la specie descritta da Huxley è Loxomma allmanni. Altre specie attribuite a questo genere sono L. acutirhinus, del Carbonifero superiore del Lanarkshire (Scozia), L. rankini della zona di Carluke (Scozia), sempre del Carbonifero superiore ma leggermente più antica, e L. lintonensis, la più recente, ritrovata nei pressi di Linton (Ohio, USA); quest'ultima specie è a volte attribuita al genere Baphetes.

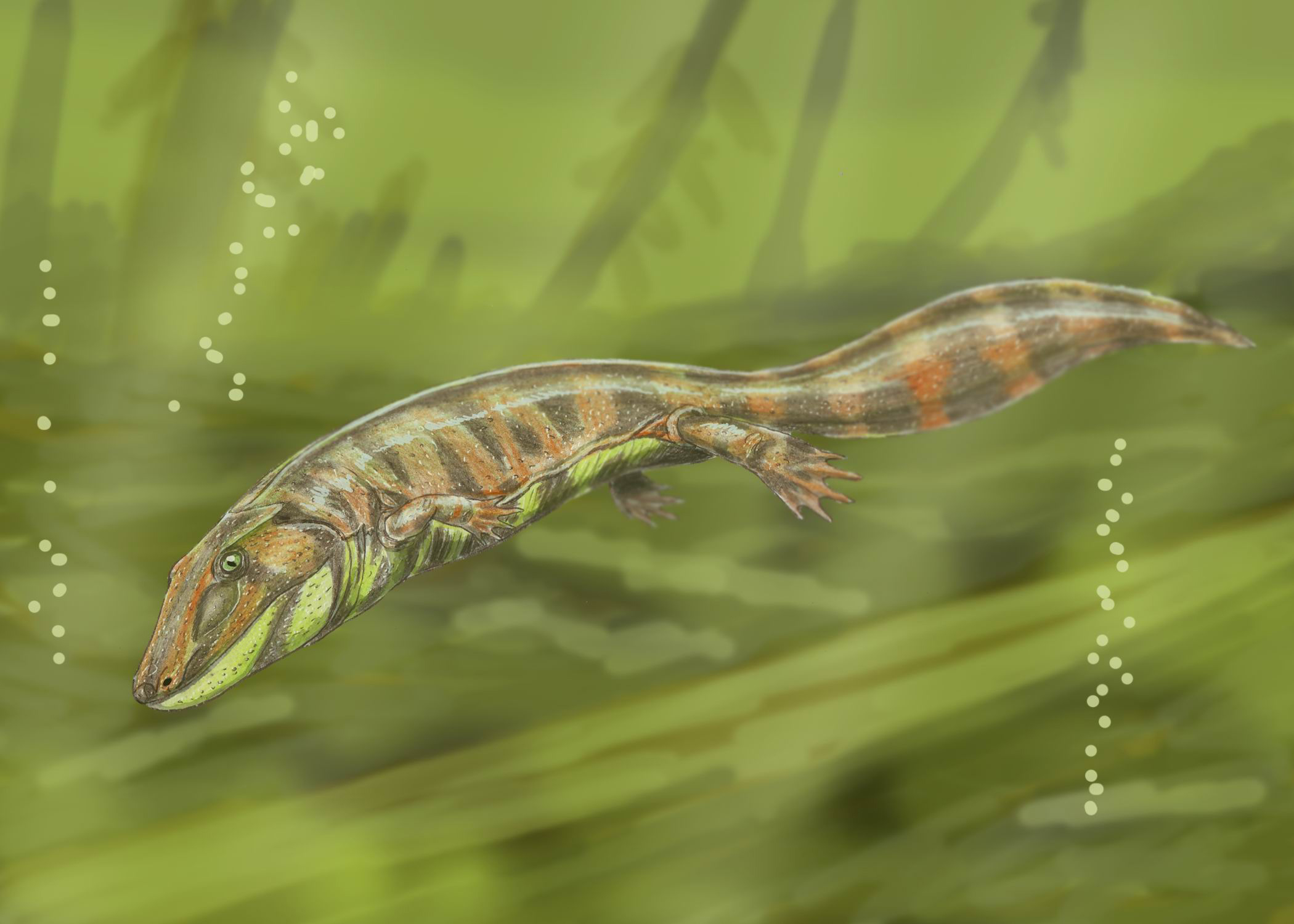
Ricostruzione di Loxomma nel suo ambiente naturale

Loxomma è il genere eponimo dei loxommatoidi, altrimenti noti come bafetoidi, un grupo di tetrapodi basali dalla caratteristica orbita a buco di serratura. Sembra che Loxomma fosse un genere piuttosto arcaico, e che occupasse una posizione basale all'interno del gruppo.

## Paleobiologia
Come i generi simili, Loxomma doveva essere un organismo prevalentemente acquatico, che viveva in zone paludose e che si orientava in acqua grazie alla linea laterale. Non è chiaro quale funzione avessero le curiose proiezioni di fronte alle orbite: forse ospitavano un organo elettrico utile nell'orientarsi in zone dalla scarsa visibilità, o forse erano la sede di muscoli delle fauci o di un qualche tipo di ghiandola.